# Moruya opora
Moruya opora är en nattsländeart som beskrevs av Arturs Neboiss 1962. Moruya opora ingår i släktet Moruya och familjen Hydrobiosidae. Inga underarter finns listade i Catalogue of Life.